# Carl Grimberg

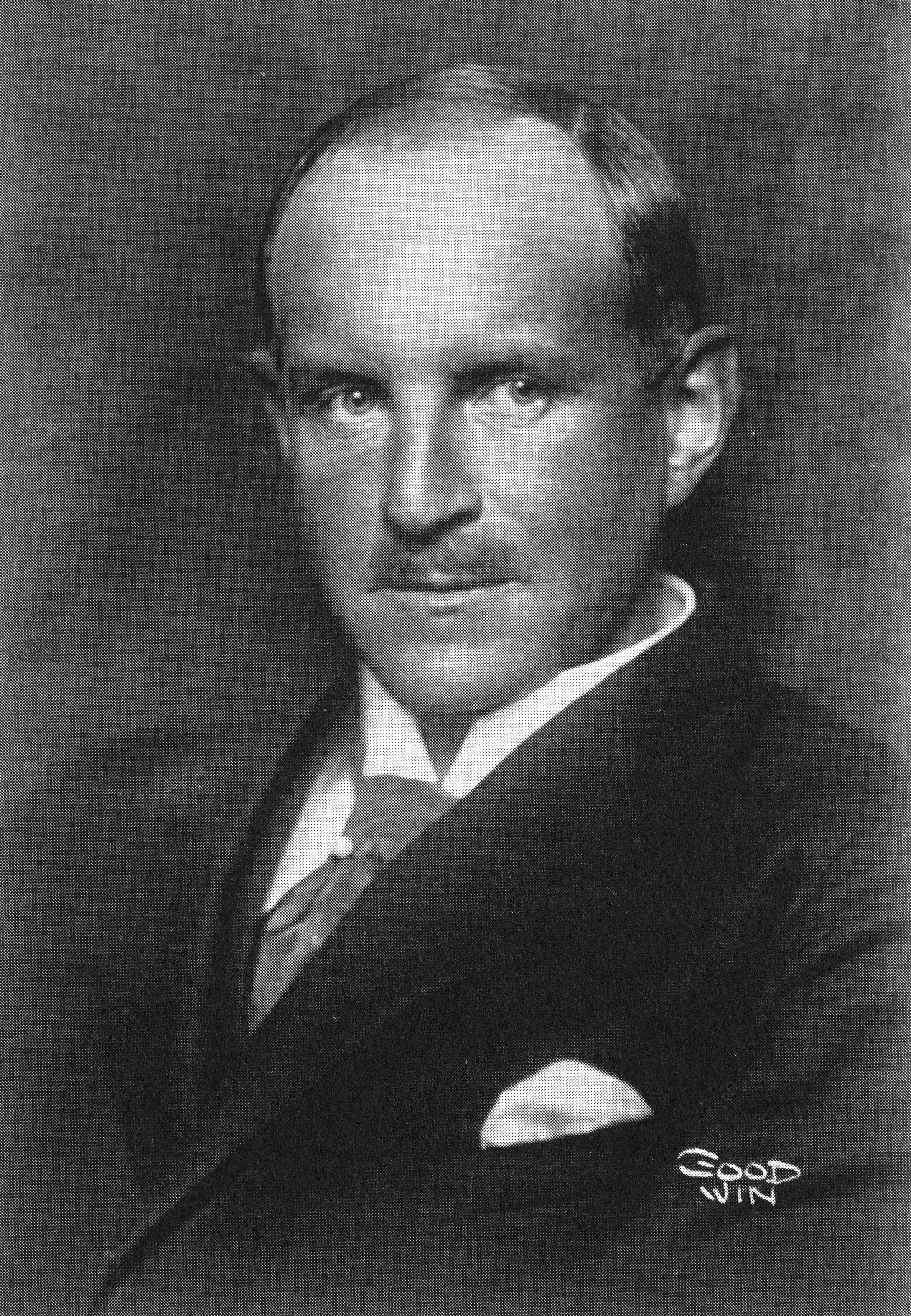
Carl Grimberg fotograferad av Henry B. Goodwin.

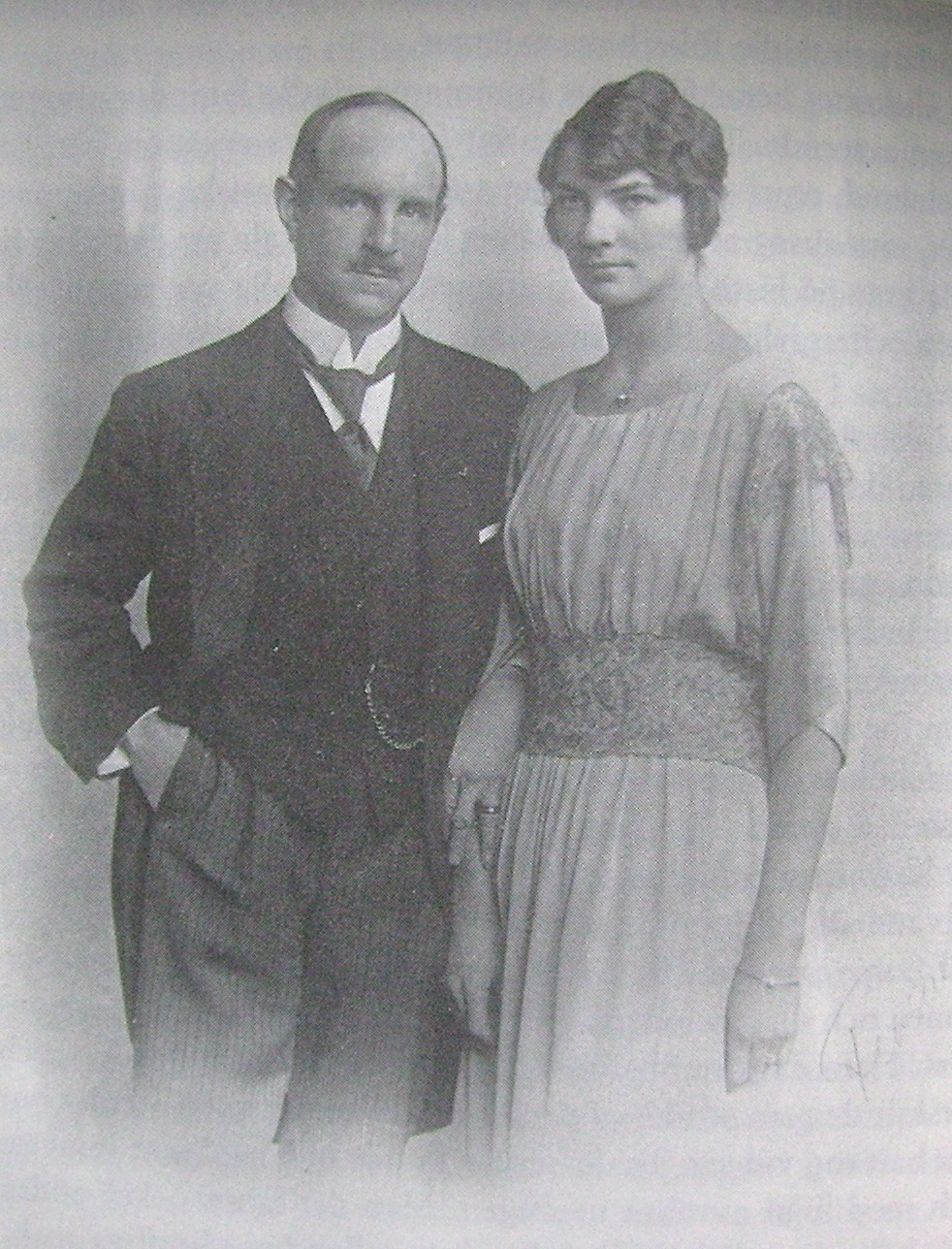
Carl Grimberg och Eva Sparre förlovades 1918.

Carl Gustaf Grimberg, född 22 september 1875 i Göteborg, död 11 juni 1941 i Djursholm i Danderyds församling, var en svensk historiker, lärare och förläggare. Han är främst känd som författare till det populärhistoriska verket Svenska folkets underbara öden, som utkom i flera band mellan 1913 och 1939. 
Grimberg inledde sin bana som lärare och docent vid Göteborgs högskola, men övergick senare till författarskap och förlagsarbete, bland annat som chef för den litterära avdelningen på P.A. Norstedt & Söners förlag. Han var även huvudredaktör för det omfattande verket Världshistoria, vars senare delar färdigställdes efter hans död.

## Biografi
Carl Grimberg var son till folkskolläraren Joel Grimberg och Charlotta Andersson.
Han blev filosofie kandidat vid Göteborgs högskola 1896, filosofie licentiat där 1902, filosofie doktor där 1903 med avhandlingen De diplomatiska förbindelserna mellan Sverige och Preussen 1804–1808 och lärare vid Göteborgs realläroverk 1897–1901; vid Göteborgs högre samskola 1901–03; vid Wallinska skolan 1903–04 samt vid Lundsbergs skola i Värmland 1904–08. Han var docent i historia vid Göteborgs högskola 1906–1908, lektor vid Uppsala universitet 1907–08 och chef för P.A. Norstedt & Söners litterära avdelning 1908–1918. 
Grimbergs vetenskapliga bana blev kort. Till största delen var hans lärartjänstgöring förlagd till privata läroverk, vilket gav honom fördelen att mer fritt kunna experimentera med undervisningsformer. Enligt samstämmiga uppgifter från elever var Grimberg en synnerligen fängslande historielärare.
En frukt av hans verksamhet i skolans tjänst blev den lärobok han började ge ut 1905, Sveriges historia i sammanhang med Danmarks och Norges för realskolan. I jämförelse med den något torra läroboken av Clas Theodor Odhner innebar Grimbergs ett pedagogiskt framsteg. Hans skildring var livfull och åskådlig. Situationsbilder och källutdrag konkretiserade framställningen, som dessutom var rikligt illustrerad. I fråga om periodindelningen genomförde Grimberg en nydaning genom att frångå den dittills vanliga indelningen i regentperioder till förmån för en efter orsakssammanhanget systematiserad framställning. Läroboken var ett led i hans strävanden att reformera den svenska historieundervisningen. Den fick ett gott mottagande och vann trots sitt omfång – cirka fyra gånger Odhners – snabbt insteg vid läroverken.

### Svenska folkets underbara öden
År 1908 lämnade Grimberg sin lärarverksamhet och övergick till P. A. Norstedt & Söners förlag som chef för dess litterära avdelning. Enligt Grimbergs egen uppgift väcktes under överläggningar med företagets dåvarande ledare, häradshövding Gustav Holm, tanken på att ge ut en bred skildring av svenska folkets historia genom tiderna.
Grimberg är mest känd för det därpå följande bokverket Svenska folkets underbara öden, som gavs ut 1913–24 i nio band med två supplementband 1932–39 (reviderad upplaga 1959–63). Verket gjorde författaren till sin tids Anders Fryxell eller Herman Lindqvist, men till skillnad från dem var Grimberg historiker av facket. Han var dock mån om att nå ut till breda befolkningslager och "lättfattligt förklara även ganska abstrakta begrepp".

### Världshistoria och död
Grimberg påbörjade 1926 verket Världshistoria i 14 delar, där de sex första delarna är skrivna av honom ensam och band 7–10 har honom som medförfattare tillsammans med Ragnar Svanström. Verket är författat på ett medryckande språk och Grimberg visar speciellt i de senare banden prov på en kritisk historieuppfattning. Genom överenskommelse med förlaget fick han tillfälle att helt ägna sig åt studier och författarskap. Grimberg blev alltså en av de ytterst få svenska historiker fram till denna tid som helt hade levat på sin penna. Till stora delar kom det nya verket till stånd under kryssningar på Medelhavet i Grimbergs segelbåt.
Bland hans övriga verk märks förutom en rad skolböcker i historia Ur källorna till Sveriges historia (2 band, 1911–12, tillsammans med Emil Hildebrand), Svenska krigarbragder (1914, tillsammans med Hugo Uddgren) och Ur den svenska industriens äldre historia (1925).
Åren 1925–1927 lät han i Djursholm uppföra Villa Grimberg efter ritningar av arkitekt Carl-Otto Hallström.
Carl Grimberg dog i sin villa i Djursholm efter att ha fått en hjärtinfarkt år 1941. Ända till slutet hade han fortsatt att skriva på sin världshistoria, som han dock aldrig hann fullborda. Vid hans död hade han hunnit fram till omkring år 1715. De partier han själv utformade har samma karaktäristiska drag som utmärkte "Ödena": en livfull och åskådlig framställning underbyggd av omfattande litteraturstudier. Även världshistorien blev en stor publikframgång. De översättningar som under 1960-talet utkom i Danmark och Norge blev verkliga bokhandelssuccéer. Verket fullföljdes efter hans död och slutar med ett konstaterande att världen nu hade lärt känna ett nytt begrepp: det kalla kriget. 
Carl Grimberg ligger begravd på Djursholms begravningsplats.

### Familj

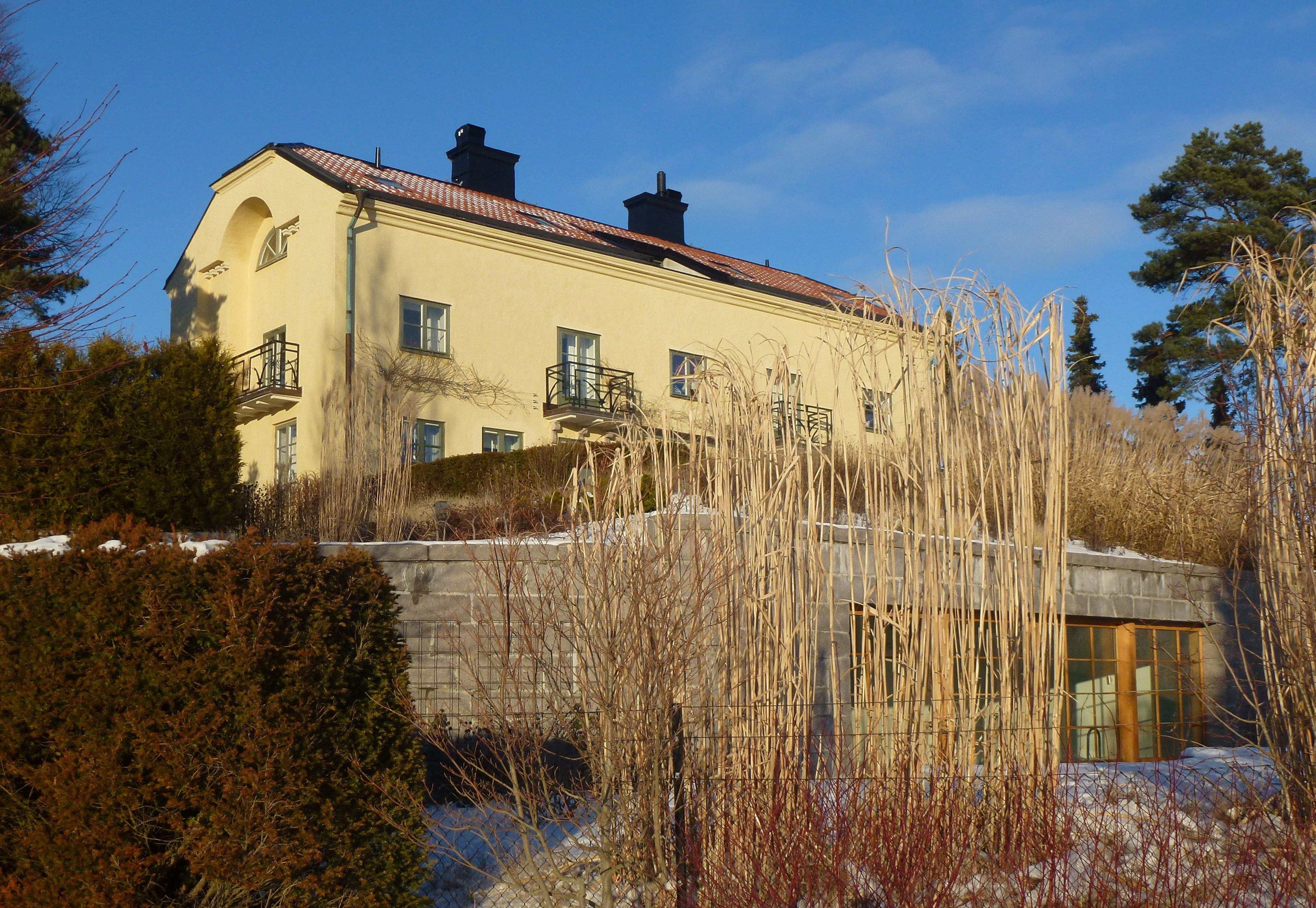
Villa Grimberg.

Carl Grimberg var son till läraren Joel Grimberg och Charlotta, född Andersson. Han gifte sig 1919 med friherrinnan Eva Carlsdotter Sparre (1895–1982), dotter till Ulf Carl Sparre och Lily, född Sjöcrona.  

## Priser och utmärkelser
- 1920 – Letterstedtska priset för översättningar för Svenska folkets underbara öden